# 旧高宮貝島家住宅高宮南緑地
旧高宮貝島家住宅高宮南緑地（きゅうたかみやかいじまけじゅうたく、たかみやみなみりょくち）は、福岡市南区にある筑豊御三家と称された旧貝島家の邸宅を整備した公園である。
結婚式場などをそなえた「高宮庭園茶寮」なども併設。

## 概要
園内に建つ旧高宮貝島家住宅は、貝島嘉蔵の邸宅として1915年に直方市に建設され、1927年に現在地に移築された。壁が少ない伝統的な木造軸組構法である。戦後はGHQに接収され、アメリカ合衆国領事公邸として使用されていた。貝島家への返還後、2005年に福岡市に寄付、2017年に福岡市登録文化財となり、さらに「福岡市歴史的建築物の保存及び活用に関する条例」に基づき保存建築物に登録・指定され、建築基準法の適用を除外された。ただし、現在保存されているのは移築時の半分程度である。
福岡市は敷地を1981年に特別緑地保全地区に指定し、2012年までに貝島家から購入を進めた。
2019年以降、ポジティブドリームパーソンズによる整備工事により、結婚式場・レストラン「高宮庭園茶寮」の建設が行われ、2022年4月1日に旧宅部分も含めてオープンした。福岡市長の高島宗一郎は、姉妹都市の首長の来訪の際などの迎賓館としての活用を期待している。

## 入場料
- 無料

## 営業時間
- 9：00～17：00
- 休園日：毎週月曜日（月曜日が休日の場合はその翌日）、年末年始

## 交通アクセス
- 西鉄天神大牟田線　高宮駅から徒歩5分
- 西鉄バス
  - 博多駅前Bのりばから50系統、Cのりばから64、65、66、67系統「野間四角」下車徒歩5分

## 関連施設
- 松風園
- 楽水園
- 友泉亭公園